# 洛茲尼察河
洛茲尼察河（烏克蘭語：Лозниця），是烏克蘭的河流，位於該國北部日托米爾州，流經科羅斯滕區，屬於烏日河的右支流，發源自柳巴爾卡以南，河道全長12公里。